# Courtland (Alabama)
Courtland è un comune degli Stati Uniti d'America situato nella contea di Lawrence dello Stato dell'Alabama.